# Carlos Martínez Mendoza
Carlos Eduardo Martínez Mendoza (Barquisimeto, 11 de enero de 1955) es un militar venezolano retirado, que se desempeñó como Embajador de la República Bolivariana de Venezuela en la República Argentina entre 2011 y 2018. El 11 de julio del 2023 entregó sus cartas credenciales al presidente de la República de Colombia, Gustavo Petro. Dónde ahora se desempeñará como Embajador de Venezuela en Colombia.

## Biografía
Egresó de la Academia Militar de Venezuela en 1975, como licenciado en Ciencias y Artes Militares, perteneciendo la rama de infantería. También realizó estudios en la Escuela Superior de Guerra del Ejército Argentino en 1990, y una maestría en Seguridad y Defensa en el Instituto de Altos Estudios para la Defensa Nacional de Venezuela en 1997.
Entre sus cargos desempeñados, fue director de la Escuela Superior de Guerra del Ejército Bolivariano, Secretario del Consejo de Defensa, Director del Despacho de la Presidencia de la República Bolivariana de Venezuela, Director de Petróleos de Venezuela (PDVSA), Presidente de la Corporación de Desarrollo de la Región Zuliana y Presidente de Carbozulia. También fue Jefe de la Oficina Técnica Regional de la Región Occidental Zulia del Consejo Federal del gobierno venezolano, entre julio de 2003 y mayo de 2011.
Pasó a retiro de la Fuerza Armada Nacional Bolivariana en julio de 2005. Alcanzó el grado de general de brigada.
El 6 de junio de 2011 asume como embajador venezolano en Argentina, cargo que le fue asignado el 18 de mayo de ese año. Posteriormente presentó sus cartas credenciales ante la presidenta argentina Cristina Fernández de Kirchner el 13 de julio del mismo año.
En marzo de 2016 representó a Venezuela, junto a Ramón Rodríguez Chacín, en la firma entre el gobierno de Colombia y el Ejército de Liberación Nacional, para iniciar acuerdos y poner fin al conflicto armado en Colombia, llevada a cabo en la Casa Amarilla de Caracas. Dejó el cargo a fines de 2018.